# 鄭逢時
鄭逢時（1941年12月27日—），出生於台北縣雙溪鄉（今新北市雙溪區），中華民國（台灣）政治人物，中國國民黨籍，前立法委員。目前擔任臺北城市科技大學董事長一職。

## 家庭背景
鄭逢時的父親為瑞芳的礦工，一生從事礦業，對探尋礦脈有獨到本事，與叔叔在九份合開礦場。在鄭逢時出生前，鄭逢時的父親在九份獲得一處沒人要的廢棄礦坑；就在鄭逢時出生的那一天，鄭逢時的祖父派人前去通知父親，而父親這一天竟也挖到金礦礦脈，捎人回家報喜，兩邊的「報馬仔」在半路相逢。得知鄭家雙喜臨門，鄭逢時的祖父大喜之餘，取「生正逢時」之意，將這個新生兒命名為「逢時」。
鄭逢時的遠親鄭文泉，1993年加入民主進步黨，曾任民主進步黨台北縣板橋市黨部主任委員；鄭文泉曾代表民主進步黨參選板橋市市民代表、國民大會代表、台北縣議員，但因以政治人物身分擔任海山有線電視董事長而引起部分民眾反感，結果3次選舉都落選。2003年，鄭文泉帶著民主進步黨黨員250人的退黨聲明，在中國國民黨主席連戰見證下宣布退出民主進步黨；鄭逢時當場問鄭文泉是否願意加入中國國民黨，鄭文泉當場拒絕加入中國國民黨，但鄭文泉說願意為連戰輔選。

## 經歷
- 26歲時，出馬選縣議員。在國民黨規畫名單之內，以選區第二高票當選縣議員，1968年起，開啟他的政治之路。
- 曾當過縣議員、省議員、國大代表、連任4屆立委。

## 外部連結
- 立法院 （页面存档备份，存于）